# Eduardo Laing
Eduardo Antonio "Tony" Laing Cárcamo (27 de dezembro de 1958) é um ex-futebolista profissional hondurenho, que atuava como atacante.

## Carreira
Eduardo Laing fez parte do elenco da histórica Seleção Hondurenha de Futebol das Copas do Mundo de 1982, ele não atuou. 